# Марк (Переяславский)
Марк (Маркелл, Макарий) (ум. 1134) — епископ Переяславский с 04 октября 1125 по 06 января 1134 года.

## Биография
Сведения о жизни скудны. Известно, что архиерейскую хиротонию возглавлял Митрополит Киевский и всея Руси Никита.
У митрополита Макария (Булгакова) дата смерти – 1135 год.
В Лаврской Летописи под 1125 г. обозначен как Марк, под 1134 г. как Маркел.